# Ahiri
Ahiri är en ort i Indien.   Den ligger i distriktet Gadchiroli och delstaten Maharashtra, i den centrala delen av landet, 1 100 km söder om huvudstaden New Delhi. Ahiri ligger 140 meter över havet och antalet invånare är 14 384.
Terrängen runt Ahiri är platt. Runt Ahiri är det ganska tätbefolkat, med 52 invånare per kvadratkilometer. Ahiri är det största samhället i trakten. I omgivningarna runt Ahiri växer huvudsakligen savannskog.